# Calycogonium glabratum
Calycogonium glabratum är en tvåhjärtbladig växtart som först beskrevs av Olof Swartz, och fick sitt nu gällande namn av Dc.. Calycogonium glabratum ingår i släktet Calycogonium och familjen Melastomataceae. Inga underarter finns listade i Catalogue of Life.